# イイジマムシクイ
イイジマムシクイ（飯島虫喰、Phylloscopus ijimae）は、スズメ目ムシクイ科ムシクイ属に分類される鳥類。

## 分布
日本、フィリピン?（ルソン島）
冬季になるとフィリピンへ南下し越冬すると考えられ、1947年にルソン島ラマオで6羽の標本が採集されている。
日本では繁殖のため夏季に伊豆大島から青ヶ島までの伊豆諸島・トカラ列島の中之島に飛来（夏鳥）する。冬季には伊豆諸島や南西列島で発見例がある。伊豆諸島の個体群は春季に海上から静岡県沿岸部に飛来した後に南下して伊豆諸島へ渡り、秋季に紀伊半島、四国山岳地帯、大隅半島（稲尾岳では8-10月、主に9月に飛来）を経由して南西諸島へ南下していると推定されている。

## 形態
全長11.5センチメートル。翼長6 - 7センチメートル。上面は淡オリーブ緑色、下面の羽衣は黄白色。頭頂を正中線上に入る筋模様（頭央線）がない。内側から5-8枚目の初列風切には、羽軸よりも外側の羽毛に切れ込み（外弁欠刻）が入る。
後肢はピンクがかった淡褐色や橙褐色。

## 分類
種小名ijimaeは飯島魁への献名。
センダイムシクイの亜種とされていたこともある。

## 生態
スダジイ、タブノキからなる高木層や亜高木層の被度が高い常緑広葉樹林などに生息する。
食性は動物食傾向の強い雑食で、昆虫、クモなどを食べるが果実、種子を食べることもある。樹上を移動しながら獲物を捕食するが、停空飛翔しながら獲物を捕食することもある。
繁殖形態は卵生。広葉樹の樹上やアズマネザサに球状の巣を作り、4 - 7月に3 - 4個の卵を産む。ホトトギスに托卵されることもある。

## 人間との関係
森林伐採や道路工事による繁殖地の破壊などにより生息数は減少している。主要な繁殖地であった三宅島では2000年の噴火により約60%の森林が消失あるいは影響を受け、本種への影響も懸念されている。繁殖地よりも、不明である越冬地の環境破壊の方が生息数減少の原因となっている可能性も考えられている。日本では1975年に国の天然記念物に指定されている。
絶滅危惧II類 (VU)（環境省レッドリスト）